# 린지 펄시퍼

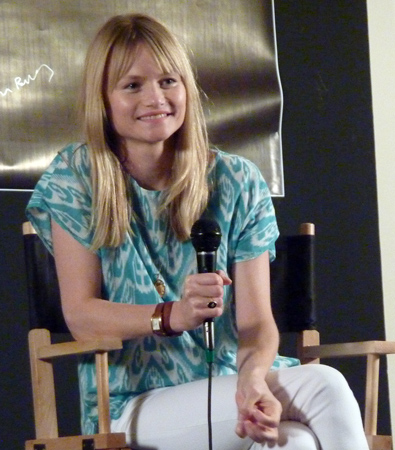

린지 펄시퍼(Lindsay Pulsipher, 1982년 5월 6일 ~ )는 미국의 배우, 영화배우, 텔레비전 배우이다.
솔트레이크시티에서 태어났다.

## 방송
- 더 비스트

## 영화
- 갓 블레스 더 브로큰 로드 (2018년)
- 오피서 다운 (2016년)
- 램 (2015년)
- 플러터 (2013년)
- 메스 헤드 (2013년) - 쥬디스 역
- 램블러 (2013년) - 소녀 역
- 오리고니언 (2011년)
- 두 낫 디스터브 (2010년)
- 더 스네이크 마운틴 칼라더 (2009년)
- 더 비스트 (2009년) - 로즈 로렌스 역
- 램블러 (2008년)
- 준 앤드 줄라이 (2006년) - 노라 역
- 리틀 팜 (2006년) - 리사 역
- 마스터즈 오브 호러 에피소드 9 - 저주의 금발머리 (2006년)
- 파일드라이버 (2005년) - 미셸 역
- 터치드 바이 언 엔젤 (1994년)